# 세라 로블스
세라 엘리자베스 로블스(영어: Sarah Elizabeth Robles, 1988년 8월 1일~)는 미국의 역도 선수이다. 2016년 하계 올림픽과 2020년 하계 올림픽에서 여자 헤비급 동메달을 획득했고 세계 선수권 대회에서 금메달 1개를 획득했다.